# Апазово
Апа́зово (тат. Апаз) — село в Арском районе  Республики Татарстан. Является административным центром Апазовского сельского поселения.

## География
Село расположено на реке Шошма, в 38 километрах к северу от города Арска.   

## Население
| 1782 | 1859 | 1897 | 1908 | 1920 | 1926 | 1938 | 1949 | 1958 | 1970 | 1979 | 1989 | 2000 | 2015 |
| ---- | ---- | ---- | ---- | ---- | ---- | ---- | ---- | ---- | ---- | ---- | ---- | ---- | ---- |
| 190  | 831  | 1125 | 1363 | 1220 | 1152 | 898  | 757  | 803  | 871  | 711  | 647  | 631  | 560  |

Национальный состав села — татары.

## Религия
Мечеть «Саубан» (с 2002 г.).